# Provincia de Luluabourg
La provincia de Luluabourg fue creada en 1962 a partir de la provincia de Kasai. Fue nombrado después de su ciudad principal, Luluabourg, que ahora se conoce como Kananga. Se incorporó a la provincia de Kasai Occidental en 1966 bajo el régimen de Mobutu. Los presidentes (desde 1965, gobernadores) de la provincia de Luluabourg fueron:
- De septiembre de 1962 a septiembre de 1963, François Luakabwanga (1.ª vez)
- De septiembre de 1963 a 25 de septiembre de 1964,  André Lubaya (d. 1968)
- De 25 de septiembre de 1964 a diciembre de 1965,  François Luakabwanga (2.ª vez)
- De enero a 18 de abril de 1966, Constantin Tshilumba
- Del 18 al 25 de abril de 1966, François Luakabwanga (3.ª vez)

- Datos: Q6702949